# Gyrocheilos
Gyrocheilos, biljni rod iz porodice gesnerijevki. Na pospisu je 6 vrsta iz Kine i Vijetnama

## Etimologija
Ime roda dolazi od grčkog γυρος, gyros = okrugao, i χειλος, cheilos = usna, u aluziji na nepodijeljenu, poluokruglu gornju usnu.

## Opis
Višegodišnje zeljaste biljke sa čvrstim rizomom, i bez nadzamne stabljike. Rastu šumama na vlažnim mjestima, u dolinama i na stijenama uz potoke; 400-1600m. nad morem. Broj kromosoma: nepoznat. 

## Vrste
1. Gyrocheilos chorisepalus W.T.Wang
2. Gyrocheilos lasiocalyx W.T.Wang
3. Gyrocheilos microtrichus W.T.Wang
4. Gyrocheilos orbiculatum D.J.Middleton
5. Gyrocheilos retrotrichus W.T.Wang
6. Gyrocheilos taishanense G.T.Wang, Yu Q.Chen & R.J.Wang